# Zinköl
Zinköl, Zinkoxidöl, (lateinisch Zinci oxidi oleum, Oleum Zinci, Oleum Zinci oxidati) ist eine Suspension aus Zinkoxid und Olivenöl, die in der Dermatologie als topisches Arzneimittel zur Wundbehandlung eingesetzt wird.

## Herstellung
Zinköl ist apothekenpflichtig und kann rezeptfrei als Fertigarzneimittel und als Rezepturarzneimittel, das vom Apotheker nach Verschreibung durch einen Arzt oder auf Verlangen eines Patienten individuell zubereitet wird, bezogen werden.
Nach dem Deutschen Arzneimittel-Codex (DAC) und dem Neuen Rezeptur-Formularium (NRF) ist Zinköl eine Suspension von 50 Teilen Zinkoxid (Sieb 300) in 50 Teilen Olivenöl. Die Konsistenz kann durch Zusatz von bis zu 3 % hochdispersem Siliciumdioxid erhöht werden. Anstelle von Olivenöl – starker Eigengeruch – können weniger oxidationsempfindliche, mittelkettige Triglyceride (Neutralöl, Miglyol 812) verwendet werden.

## Lagerung und Haltbarkeit
Zum Vermindern der Autoxidation wird eine kühle Lagerung (8–15 °C) empfohlen. So beträgt die Haltbarkeit nach Angaben im NRF sechs Monate. Die kalte Lagerung kann Zinköl durch auskristallisierende Bestandteile des Olivenöls in seiner Homogenität beeinträchtigen, es ist dann vor der Anwendung auf Raumtemperatur zu erwärmen. Zinköl ist eine ölige Suspension und keine Lösung und ist daher vor Anwendung zu schütteln, da Zinkoxid sedimentiert und an der Oberfläche Öl abscheidet.

## Einsatzgebiete
Aufgrund der adstringierenden, leicht antiseptischen und exsikkierenden (austrocknenden) Wirkung des Zinkoxids sowie der öligen Grundlage bringt Zinköl fettende und erweichende Eigenschaften. Indiziert bei Windeldermatitis und Dermatitiden im intertriginösen Bereich, wie zum Erweichen von Schuppenkrusten, zur Haut- und Wundbehandlung, beispielsweise bei Ulcus cruris, Ekzemen, Hautrötungen und -reizungen, sowie Fissuren und Rhagaden.